# Різдво-Богородична церква (Лубни)
Різдво-Богородична церква — православна церква, що діє у місті Лубни Полтавської області.
Збудована 1899 року. Пам'ятка архітектури місцевого значення. Охоронний номер 249ПО.
Розташована у середмісті Лубен (біля Молодіжного парку) за адресою: вулиця Ярослава Мудрого, 15.

## Галерея

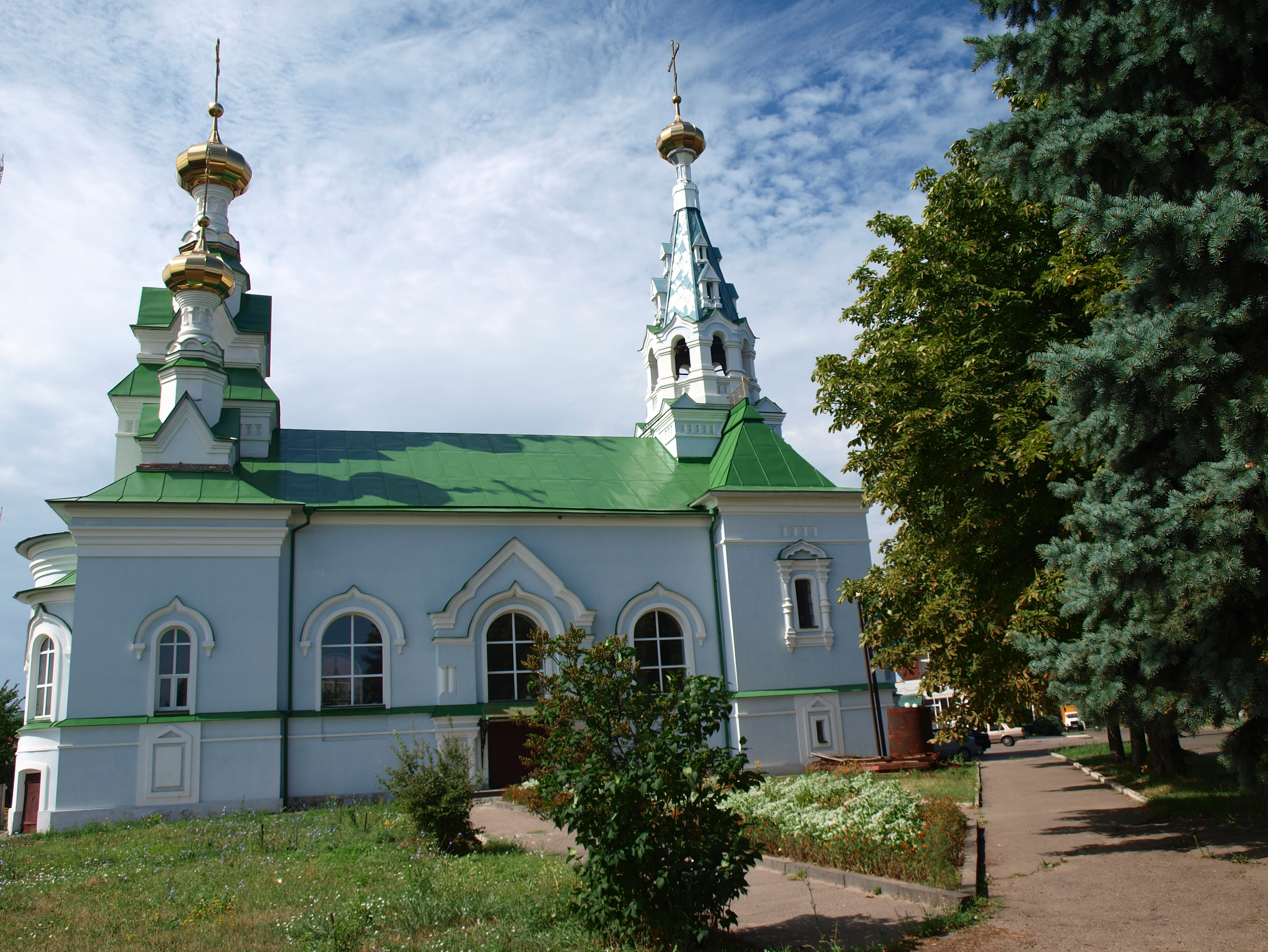
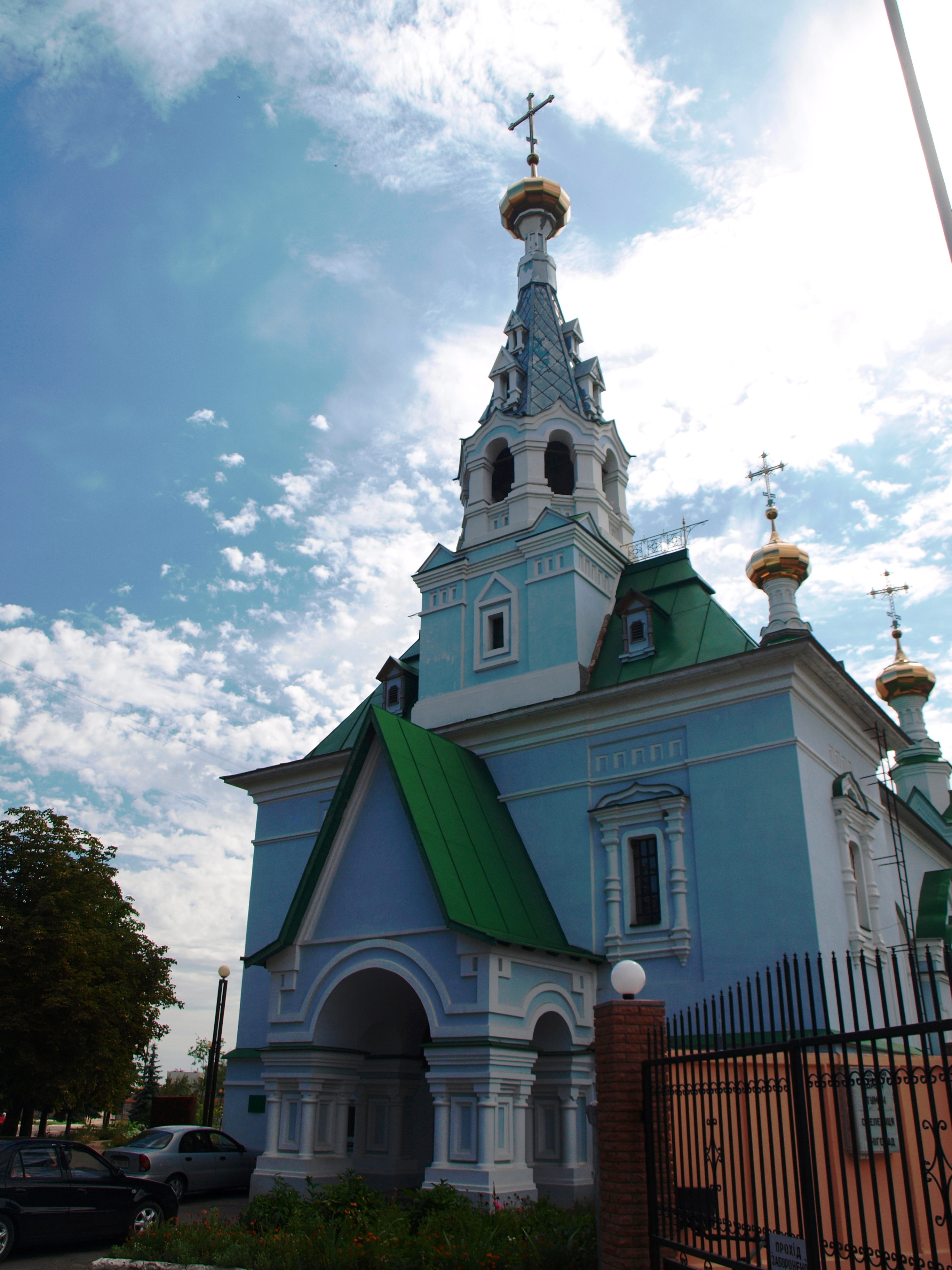

## Джерело
- Cityplaces info - Церква Різдва Пресвятої Богородиці